# فهرست شهرهای افغانستان

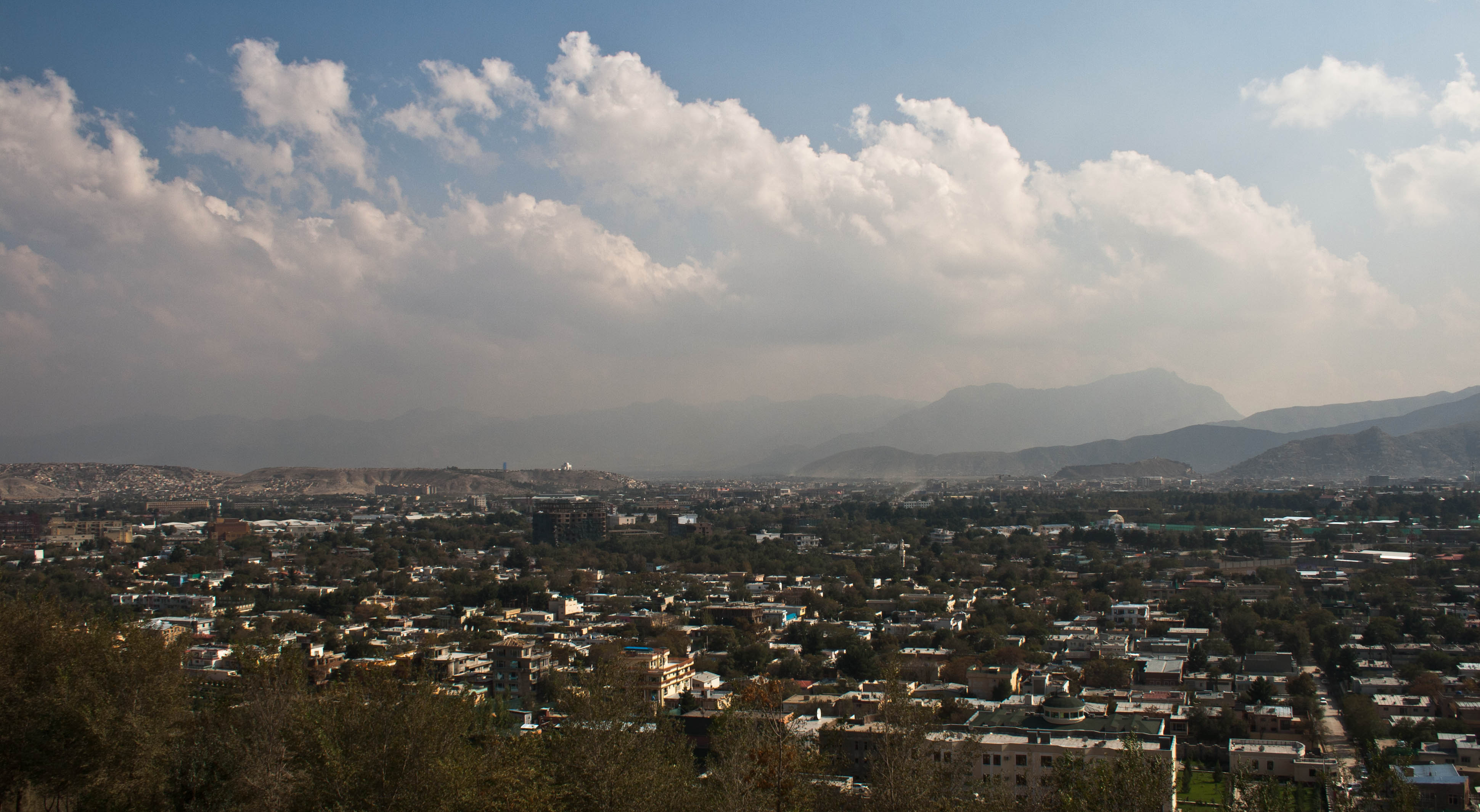
بخشی از کابل، تنها شهر میلیونی و چند قومیتی افغانستان

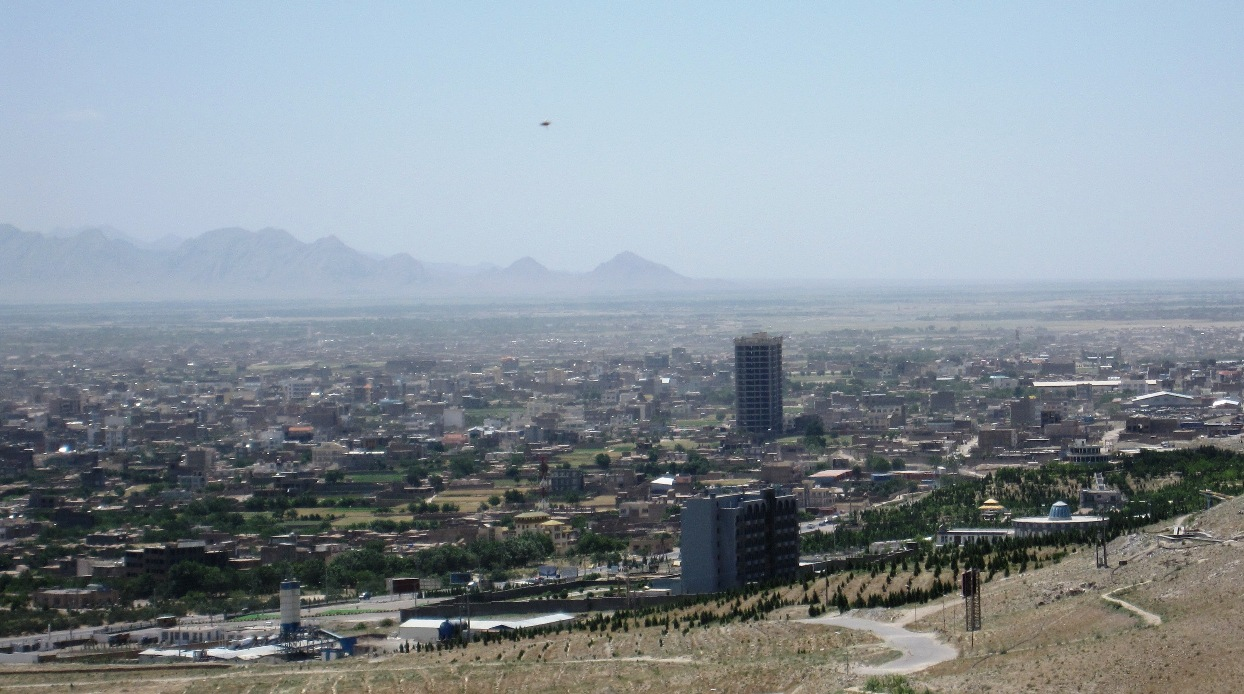
هرات سومین شهر پرجمعیت افغانستان واقع در باختر (غرب) افغانستان

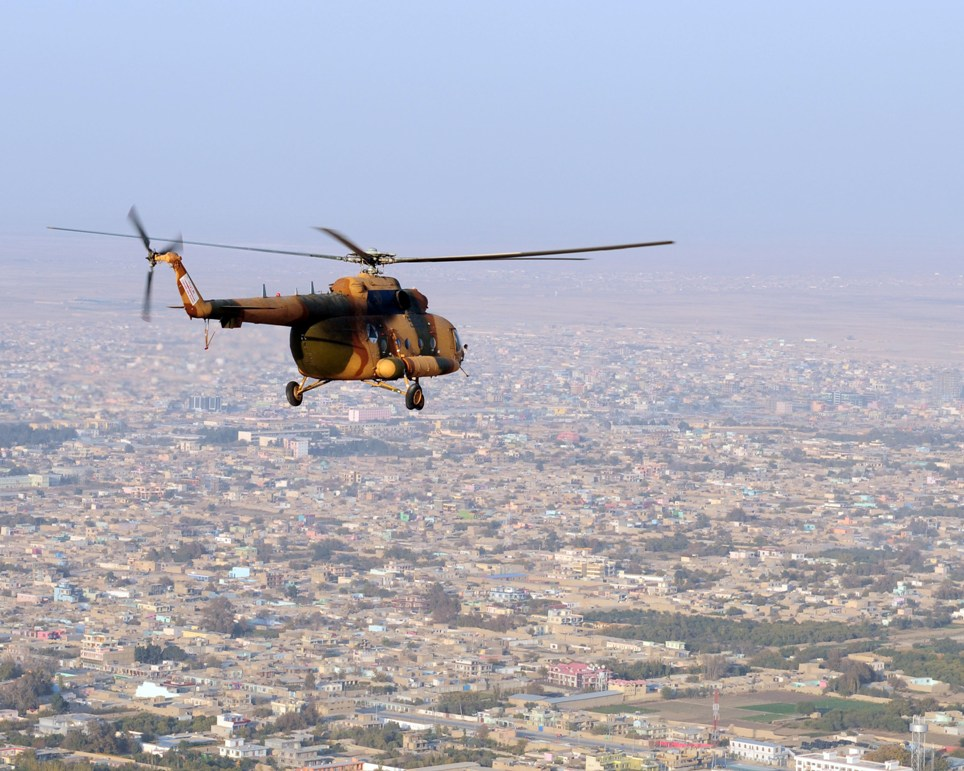
نمایی هوایی از مزارشریف چهارمین شهر پرجمعیت افغانستان واقع در شمال کشور افغانستان

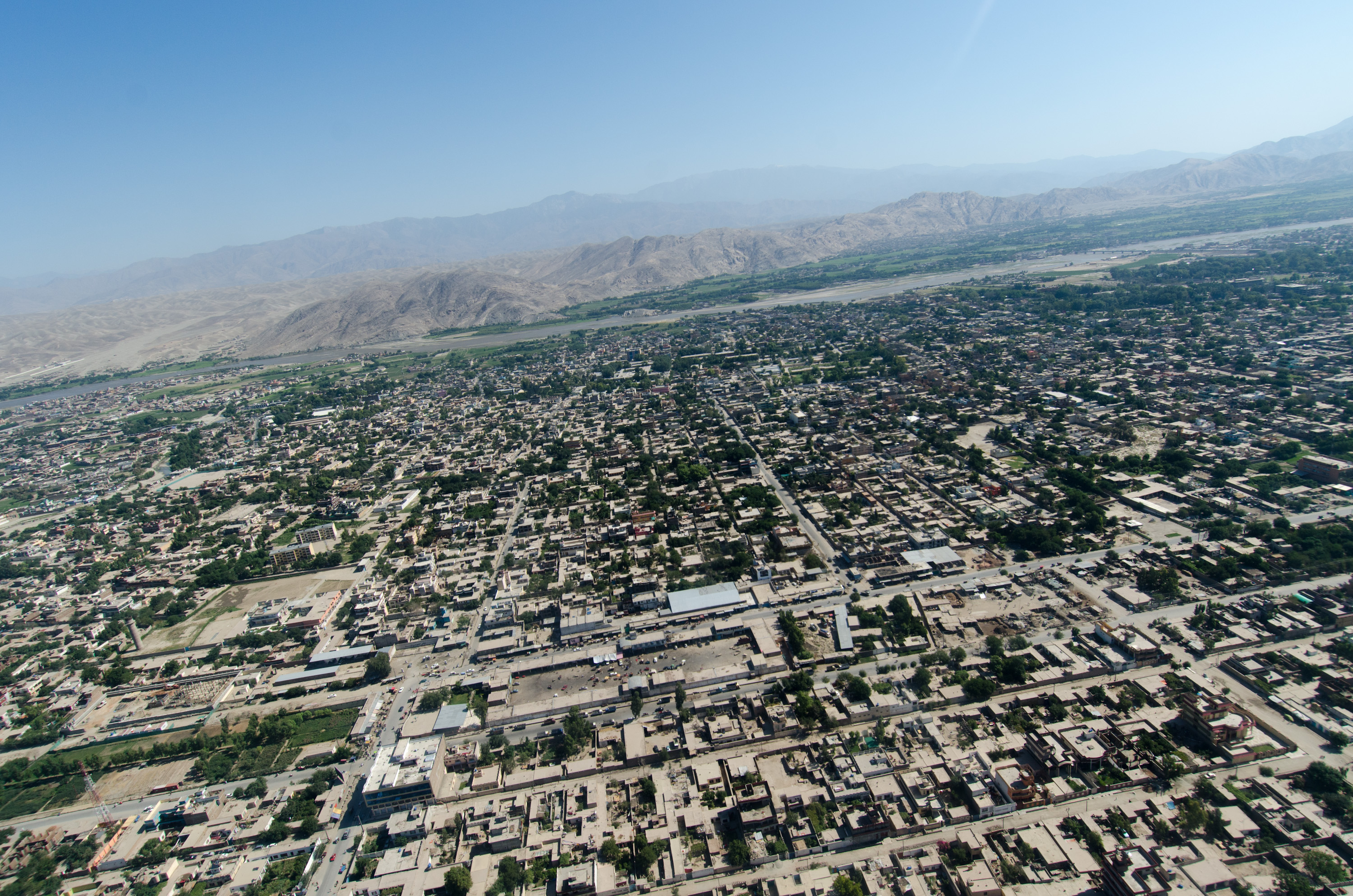
نمای شهر جلال‌آباد، ششمین شهر پرجمعیت افغانستان

دو شهر افغانستان با بیش از یک میلیون تن جمعیت، پایتخت این کشور، کابل و شهر دوشنبه است. شهرهای دیگر جمعیتی کمتر از یک میلیون دارند. براساس اداره ملی آمار و اطلاعات افغانستان (NSIA)، تخمین زده می‌شود تعداد کل افرادی که در درون افغانستان زندگی می‌کنند در سال ۲۰۲۰ میلادی ۳۲٬۲۲۵٬۵۶۰ تن بوده‌است. از این تعداد، حدود ۷٫۸ میلیون نفر در مناطق شهری و مابقی در روستاها یا حومه (پیرامون) شهرها زندگی می‌کنند.

## فهرست
فهرستی از نام شهرهای کشور افغانستان:
نمودار زیر ۱۸ شهر افغانستان را با جمعیت بیش از ۱۰۰٬۰۰۰ تن، به ترتیب جمعیت نشان می‌دهد.
| نام                | ولایت (استان) | جمعیت شهرها بر اساس سرشماری سال 2022 |
| ------------------ | ------------- | ------------------------------------ |
| کابل               | ولایت کابل    | 4.369.248                            |
| قندهار             | ولایت قندهار  | 614.550                              |
| هرات               | ولایت هرات    | 556.301                              |
| مزارشریف           | ولایت بلخ     | 469.299                              |
| کندوز              | ولایت کندوز   | 356.599                              |
| جلال‌آباد           | ولایت ننگرهار | 263.421                              |
| تالقان             | ولایت تَخار    | 253.852                              |
| پُلِ خُمری            | ولایت بَغلان   | 238.998                              |
| محمود راقی         | ولایت کاپیسا  | 200.008                              |
| چاریکار            | ولایت پروان   | 198.399                              |
| لشکرگاه            | ولایت هلمند   | 190.602                              |
| شبرغان             | ولایت جوزجان  | 188.936                              |
| غزنی               | ولایت غزنی    | 183.152                              |
| خوست               | ولایت خوست    | 180.312                              |
| سرپُل               | ولایت سرپُل    | 173.799                              |
| فیروزکوه یا چَغْچَران | ولایت غور     | 150.993                              |
| مِهتَرلام            | ولایت لَغمان   | 144.520                              |
| فراه               | ولایت فَراه    | 126.001                              |
| پُلِ عَلَم             | ولایت لوگر    | 117.701                              |
| کیان               | ولایت بغلان   | 25.371                               |

## نگارخانه

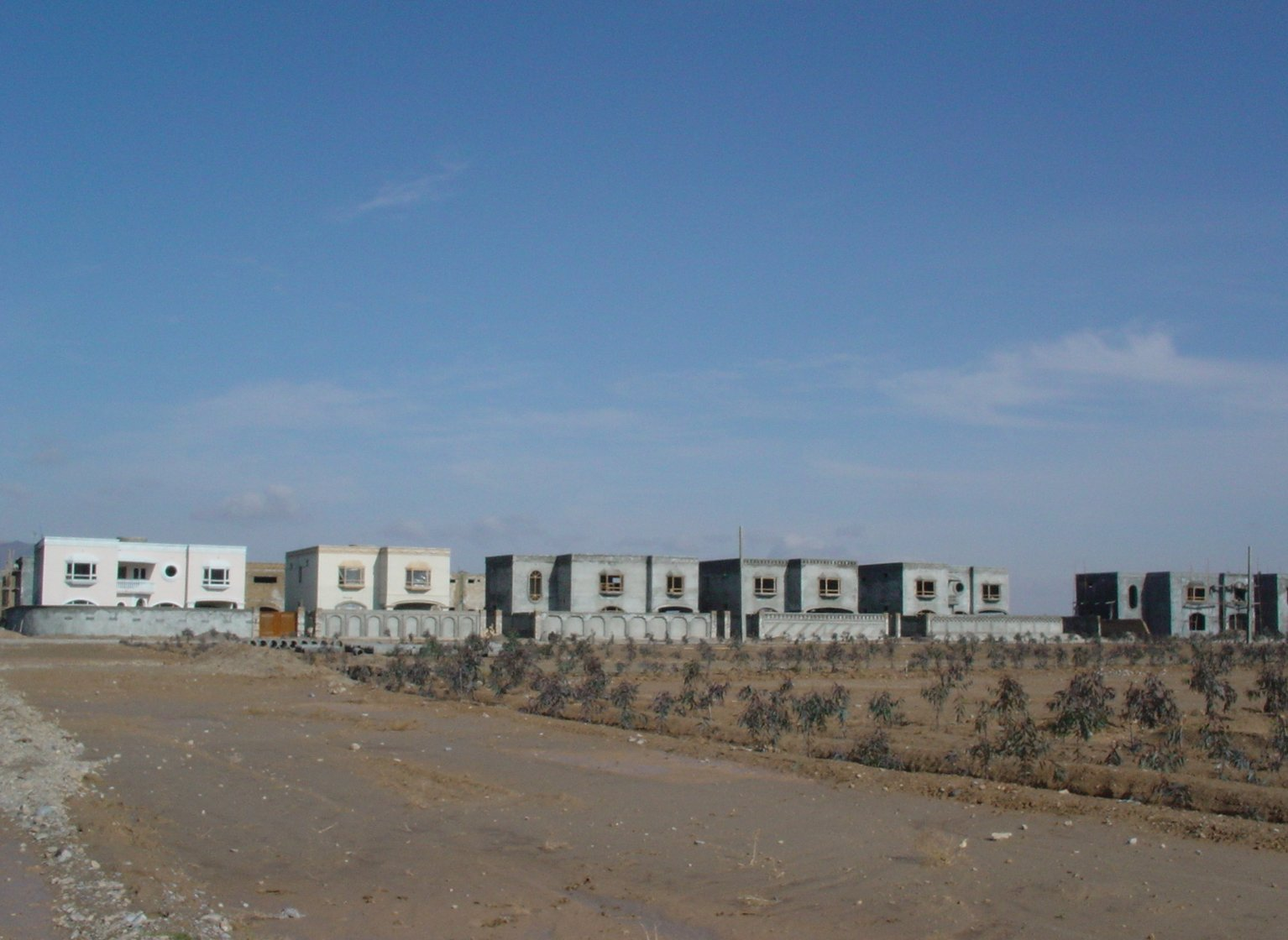
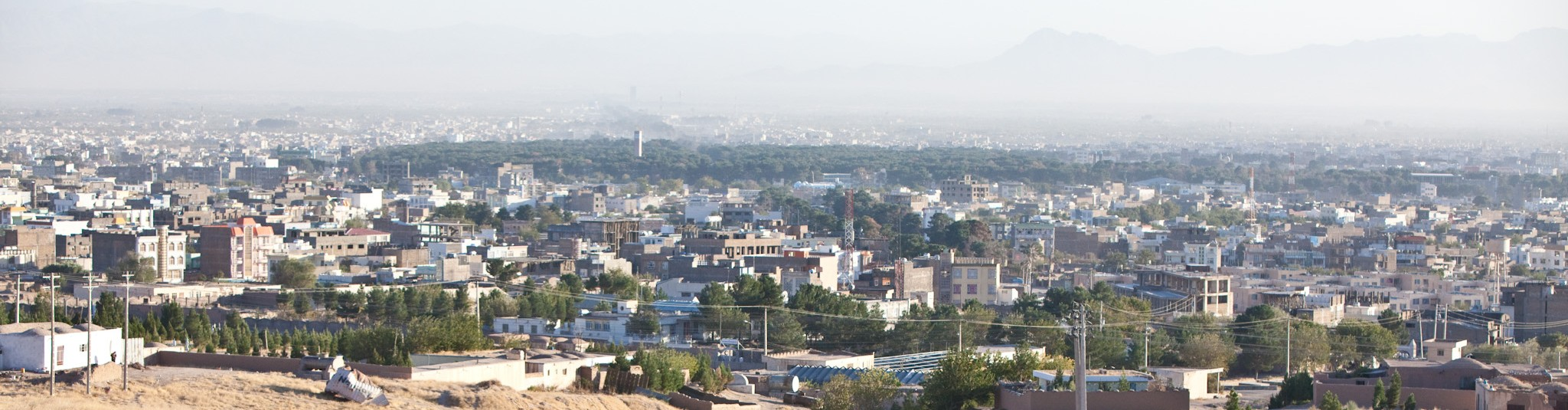
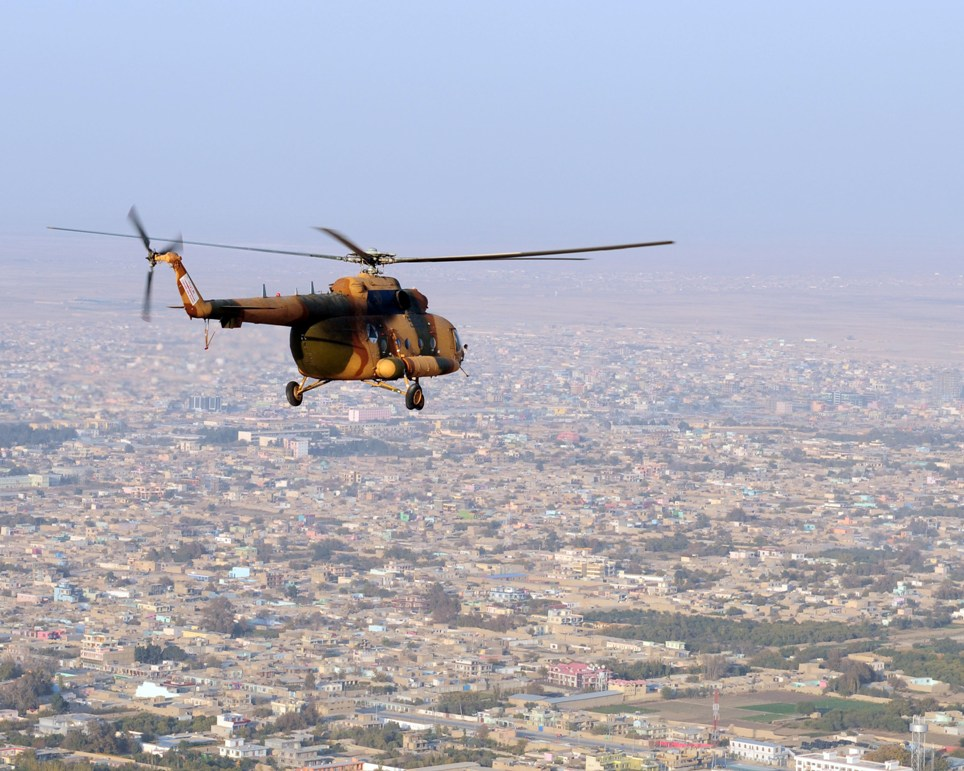
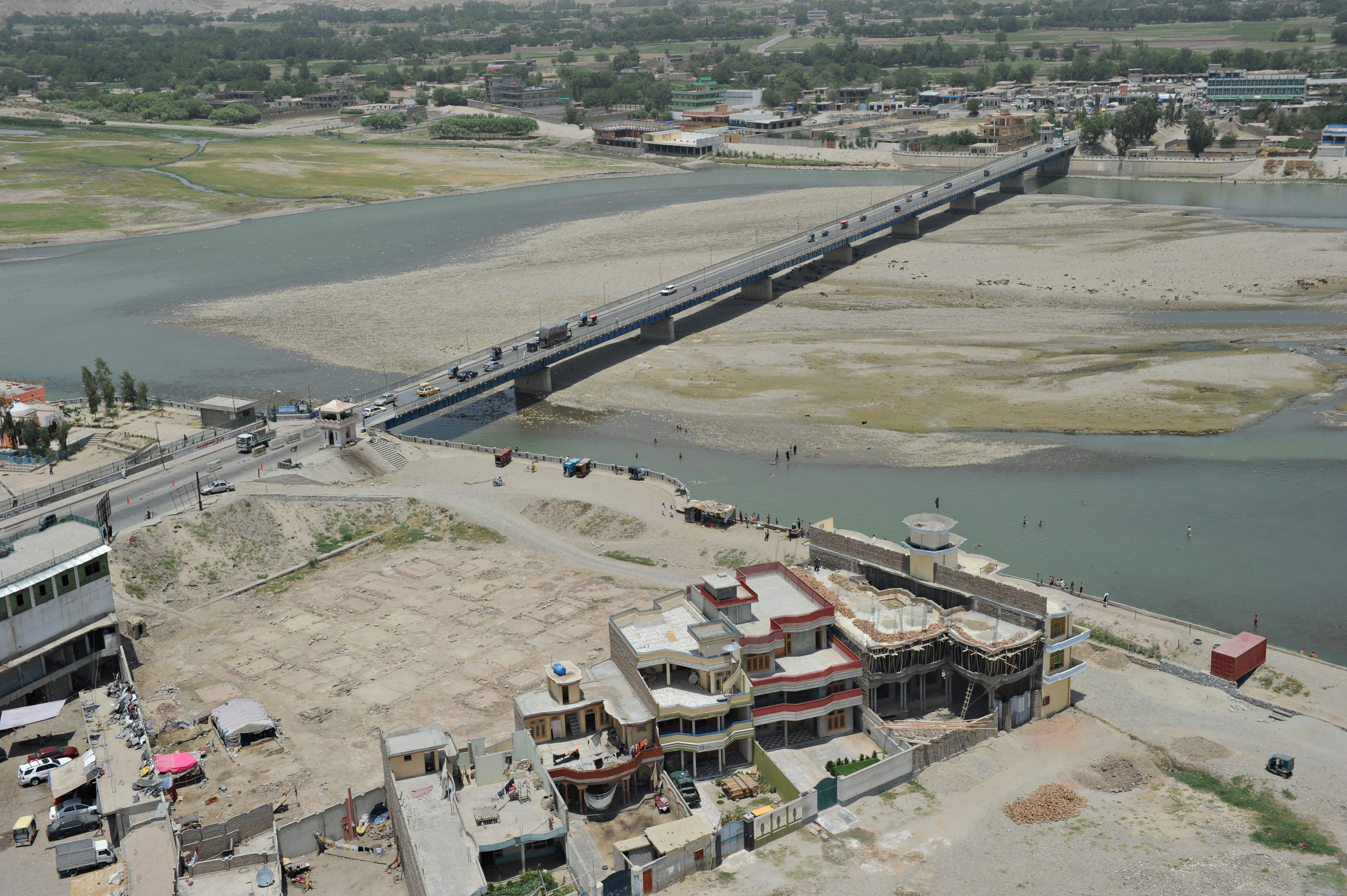
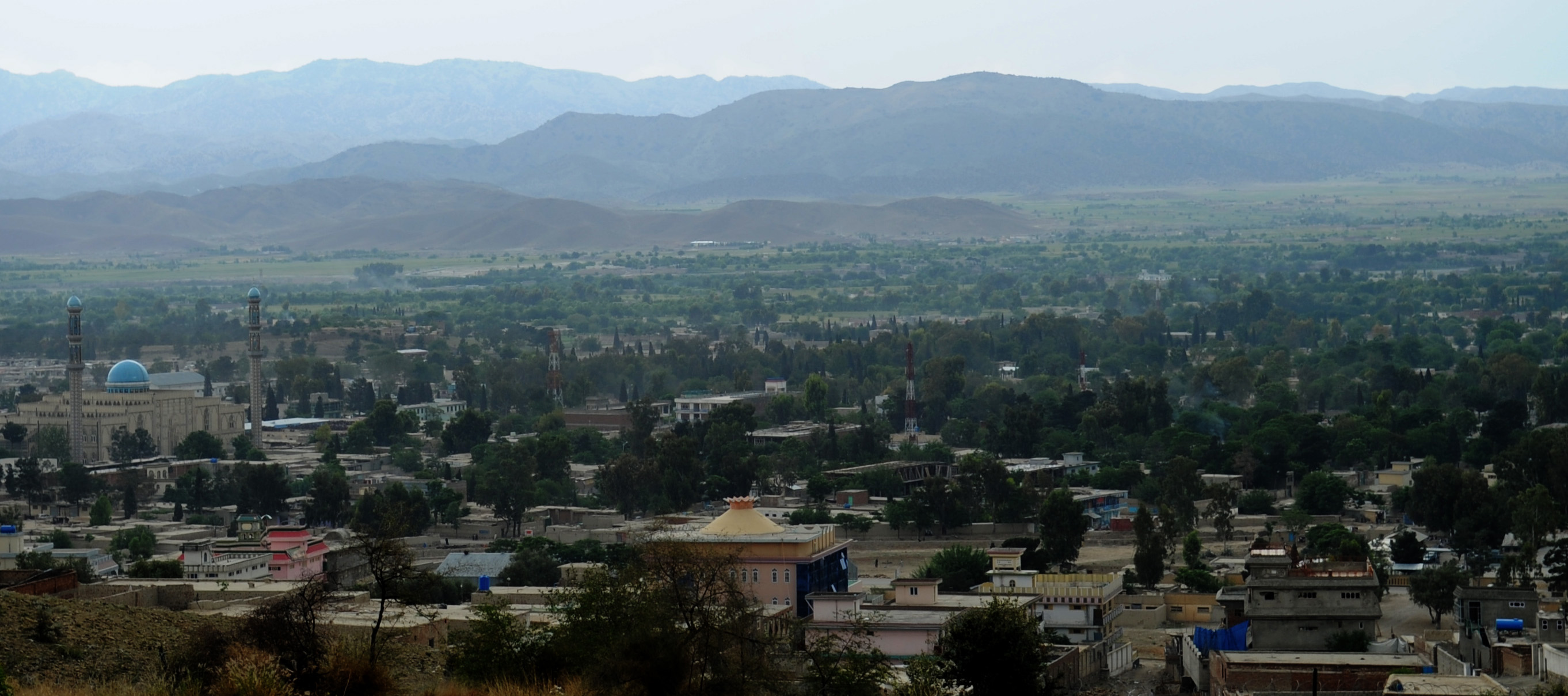

## نام‌های باستانی
نام‌های باستانی شهرهای افغانستان
| نام‌های کنونی شهرها و استان‌ها | نام‌های باستانی و کهن                                                                |
| ---------------------------- | ----------------------------------------------------------------------------------- |
| کابل                         | «کبه»، کوب‌ها، کوفن                                                                  |
| غزنی                         | غزنه و غزنین همان گنج پارسی است.                                                    |
| بلخ                          | باختر یا باکترا، زری‌اسپه                                                            |
| بامیان                       | در ادبیات پهلوی (فارسی میانه) «بامیکان» که معنای درخشان و روشنایی می‌باشد یاد شده‌است |
| هرات                         | «هَرَیو» که به معنی «پُرشتاب»، سَرایو                                                   |
| کاپیسا                       | «کاوویسا» که به معنی «باغ خدا»، شهر شاهی                                            |
| لغمان                        | لمپاکا                                                                              |
| جلال‌آباد                     | آدینه پور                                                                           |
| قندهار                       | رُخَج، هَرَوْوَتیش                                                                        |
| لشکرگاه                      | بُسْت                                                                                 |
| زرنج                         | زَرَنگ یا زرنکا                                                                       |
| قندوز                        | کُهَن دِژ                                                                              |

## شهرهای مرکزی افغانستان
- بامیان
- بغلان
- نیلی

## شهرهای شمال افغانستان
- آقچه
- امام صاحب
- ایبک
- بلخ
- بگرام
- تکزار
- پلخمری
- خلم
- سرپل
- مزارشریف
- ترخوج
- کیان

## شهرهای شمال شرقی افغانستان
- اسعدآباد
- اسلام‌قلعه
- بغلان
- بغلان مرکزی
- خان آباد
- فیض آباد
- تالقان
- رستاق
- قندوز
- مشهد

## شهرهای شرق افغانستان
- اسدآباد
- جلال‌آباد
- جبل سراج
- پغمان
- چاریکار
- پل علم
- کابل
- کامدیش
- مهترلام
- محمودراقی
- گردیز

## شهرهای جنوب شرق افغانستان
- غزنه
- شرنه
- خوست

## شهرهای جنوب افغانستان
- ارزگان
- قندهار
- زابل

## شهرهای جنوب غرب افغانستان
- زرنج
- بُست

## شهرهای غربی افغانستان
- هرات
- کشک
- فراه
- فیروزکوه

## شهرهای شمال غرب افغانستان
- اندخوی
- شبرغان
- میمنه
- قلعه نو